# Antiferomagnetizam
Antiferomagnetizam je način magnetskoga uređenja krute tvari, pri čemu su magnetski momenti susjednih atoma usmjereni antiparalelno jedan drugomu tako da je ukupna magnetizacija u odsutnosti vanjskoga magnetskoga polja jednaka nuli. Postoji u većini anorganskih spojeva prijelaznih metala i rijetkih zemalja. Također je uočen kod nekih metala (krom, mangan i drugi) i slitina. Grijanjem se takvo antiparalelno uređenje narušava, da bi potpuno nestalo iznad određene temperature, nazvane Néelova temperatura TN, po L.E.F. Néelu koji je 1936. predložio prvo objašnjenje antiferomagnetizma. Néelova temperatura je značajka pojedinog materijala (za MnF2 je TN = 67,4 K; za NiO je TN = 520 K; za Cr2O3 je TN = 310 K). Antiferomagneti pokazuju malu pozitivnu magnetsku susceptibilnost koja dostiže maksimum na TN. Iznad temperature prijelaza antiferomagneti postaju paramagneti.

## Magnetizam
Magnetizam (prema magnetu koje dolazi od lat. magnes, genitiv magnetis < grč. Μαγνῆτıς λίϑος: kamen iz Magnezije) je skup pojava povezanih s magnetskim poljem i s ponašanjem tvari u magnetskom polju. Magnetska svojstva tvari potječu od magnetskih momenta atoma i njihovih međudjelovanja koja mogu stvoriti kolektivno magnetsko uređenje. Magnetizam atoma posljedica je magnetizma elektrona i atomske jezgre i njihovih međudjelovanja. Razlikuje se orbitalni magnetski moment, zbog gibanja elektrona oko atomske jezgre, i spinski magnetski moment, kao vlastito kvantnomehaničko svojstvo elektrona i jezgre. S obzirom na ponašanje u magnetskom polju, sve se tvari odlikuju svojom magnetskom permeabilnošću. Tako se mogu razlikovati dijamagnetične, paramagnetične, feromagnetične, ferimagnetične i antiferomagnetične tvari.

### Ferimagnetizam
Ferimagnetizam je pojava kod koje se magnetski momenti susjednih atoma ili iona u ograničenim područjima kristala (domena), koja su feromagnetska, međusobno poništavaju, slično nizu stalnih (permanentnih) magneta nasuprotnih orijentacija. Takve tvari, ponajviše feriti, odlikuju se velikom električnom otpornošću koja je uzrokovana prelascima elektrona na granicama domena, a na temperaturama višima od Curiejeve, kao i feromagnetične, prelaze u paramagnetične tvari.

### Paramagnetizam
Paramagnetizam je svojstvo mnogih tvari, kemijskih elemenata (na primjer aluminija i kisika) i kemijskih spojeva, koje obilježava relativna magnetska permeabilnost nešto veća od 1. To je u prirodi najčešći oblik magnetizma. Paramagnetične tvari u magnetskom polju dobivaju slab dodatni inducirani magnetizam istoga smjera kao i polje, koji nastaje djelomičnim usmjeravanjem atomskih magnetskih momenata i veći je na nižoj temperaturi. U paramagnetskom stanju magnetski momenti atoma slabo međusobno djeluju i nisu kolektivno uređeni. I te tvari ne pokazuju makroskopsku "magnetičnost", ali se, na primjer, kuglica od aluminija pri padu kroz jako polje potkovasta magneta usporava. Kod njih se zbog toplinskoga gibanja atoma ili iona stalno mijenjaju smjerovi rezultantnih magnetskih momenata tako da je ukupni magnetski moment jednak nuli, iako su im rezultantni magnetski momenti različiti od nule.